# Берлевог
Бе́рлевог (норв. Berlevåg) — муниципалитет (коммуна) в Норвегии, расположенный в фюльке Финнмарк. Граничит с Ботсфьордом на востоке, с Таной на юге, и Вадсё на юго-востоке.
Из аэропорта Берлевога выполняются ежедневные рейсы в Хаммерфест и Тромсё, а также Вадсё и Киркенес. Основными отраслями являются рыболовство, переработка рыбы, торговля и государственный и частный сервис.
С 1913 по 1975 годы было построено четыре мола для защиты гавани от волн Северного Ледовитого океана.
Во время отступления немецких войск в конце Второй мировой войны (с сентября 1944 по февраль 1945 года), весь город был разрушен из-за применения тактики выжженой земли
В коммуне имеются две реки, в которых водится лосось.

## Название
Существует несколько теорий происхождения названия города. По одной из них название составлено из двух частей, первая часть «Берл», что переводится с норвежского как «жемчужина», вторая часть «Вог», что переводится с норвежского как «залив».

## Природа
Море и острова этой части побережья Финнмарка являются домом для тысяч морских птиц. Наряду с большими колониями гнездящихся в скалах морских птиц, есть также районы нетронутой природы, состоящие из гор, вересковых пустошей и болот. Это даёт возможность наблюдения за птицами в естественной среде.

## История

### Война приходит в Берлевог

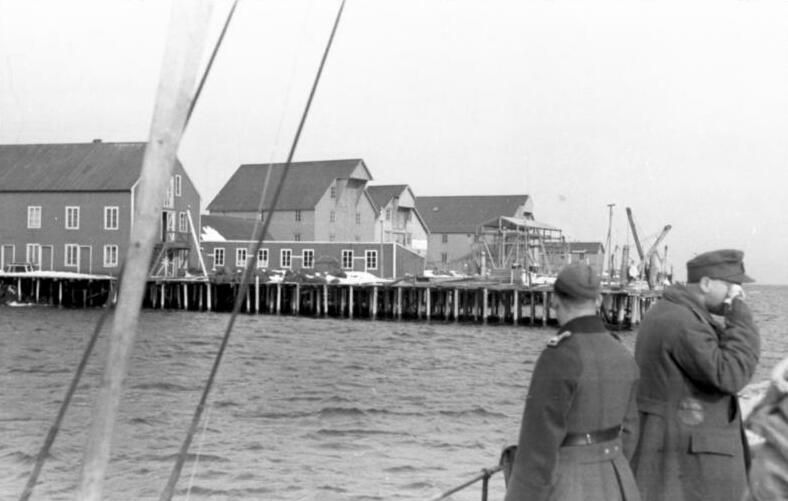
Берлевог. 1942 год

Берлевог наряду с остальными провинциями Финнмарка был оккупирован во время Второй Мировой войны. Аэропорт Берлевога впервые был введён в эксплуатацию в этот период, когда немецкие войска силами сотен советских военнопленных построили его.
В 1943—1944 годах производились почти ежедневные бомбардировки берлевогского аэропорта и немецкого аэродрома из России.

### Тактика выжженной земли
В ноябре 1944 года город Берлевог был полностью сожжён, и жители города насильно эвакуированы согласно немецкой стратегии выжженной земли. В итоге правительство Норвегии хотело переселить жителей в близлежащие регионы, но они отказались, и город был восстановлен.
Так как в Берлевоге не оставалось деревьев, многие дома были построены из деревянных досок, оставшихся от бывшего немецкого аэродрома.

## Фильмы и телепостановки
- Ante (1977) Архивная копия от 9 декабря 2013 на Wayback Machine
- Babettes gjestebud (1987) Архивная копия от 11 мая 2010 на Wayback Machine
- Veiviseren (1987) Архивная копия от 13 января 2010 на Wayback Machine
- Når mørket er forbi (2000) Архивная копия от 26 марта 2013 на Wayback Machine
- Heftig og begeistret (2001) Архивная копия от 17 сентября 2009 на Wayback Machine
- Heftig og begeistret — på sangens vinger (2002) Архивная копия от 24 августа 2005 на Wayback Machine

К городу пришла слава в Норвегии, когда норвежский кинорежиссёр Кнут Эрик Йенсен снял документальный фильм о Берлевоге.